# 南マギンダナオ州
南マギンダナオ州（みなみマギンダナオしゅう、マギンダナオ・デル・スル州、Maguindanao del Sur）は、フィリピンのミンダナオ島中部にある州。バンサモロ自治地域に属している。州都はブルアン。かつてはマギンダナオ州の一部であったが、2022年9月17日に行われた住民投票の結果南北に分割された。
内陸に位置し、北から東をコタバト州、南をスルタン・クダラット州、西を北マギンダナオ州と接する。また州南東部にあるブルアン湖をスルタン・クダラット州と分割している。面積は約2,460平方キロメートル、人口は約72万人（2020年国勢調査）。

## 歴史
マギンダナオ州の分割運動は2006年に遡り、イスラム教徒ミンダナオ自治地域が設置したシャリフ・カブンスアン州は短命ではあったもののマギンダナオ州が南北に分割されていた。2021年3月9日、フィリピン上院はマギンダナオ州の分割する法案を承認し、5月27日にロドリゴ・ドゥテルテ大統領が法案に署名した。
マギンダナオ州の分割を問う住民投票は2022年9月17日に実施され、有権者の99.27%が賛成票を投じたことでマギンダナオ州の分割が決定した。初代南マギンダナオ州知事は最後のマギンダナオ州知事のマリアム・マングダダトゥが続投する。

## 自治体
24の自治体から成る。
- Ampatuan
- ブルアン（英語版）（Buluan）
- Datu Abdullah Sangki
- Datu Anggal Midtimbang
- Datu Hoffer Ampatuan
- Datu Montawal
- Datu Paglas
- Datu Piang
- Datu Salibo
- Datu Saudi Ampatuan
- Datu Unsay
- General Salipada K. Pendatun
- Guindulungan
- Mamasapano
- Mangudadatu
- Pagalungan
- Paglat
- Pandag
- Rajah Buayan
- Shariff Aguak
- Shariff Saydona Mustapha
- 南ウピ（英語版）（South Upi）
- Sultan sa Barongis
- Talayan